# Relevo de perros en el desierto
Relevo de perros en el desierto es una pintura del pintor francés Jean-Léon Gérôme realizada antes de 1867. Este óleo orientalista sobre tabla es una escena de género que representa a un joven nubio sosteniendo dos lebreles faraónicos, que deben su nombre a que ya aparecen frecuentemente representados en el arte del antiguo Egipto, con una correa durante una cacería en un desierto, arenoso y con viento. Esta obra, encargada por el empresario y coleccionista de arte estadounidense William Thompson Walters (1820-1894), se conserva en el Museo de Arte Walters, Baltimore, Maryland, Estados Unidos.